# Fort Napoleón
El fort Napoleón era una fortaleza situada al término municipal español de Romangordo, provincia de Cáceres, Extremadura.
Fue construido por los españoles en 1808, en el Cerro del Tesoro durante la Guerra de la Independencia. Posteriormente fue ampliado por los franceses. 
Su función era la protección del puente sobre el Tajo de Lugar Nuevo, que tenía una importante relevancia estratégica. El fuerte fue atacado por el ejército inglés el 19 de mayo de 1812, acción que desencadenó la huida del ejército francés. Actualmente quedan pocos vestigios de la construcción.